# Élan Club Mitsoudjé
Élan Club Mitsoudjé – komoryjski klub piłkarski, mający siedzibę w mieście Mitsoudjé, na wyspie Wielki Komor, grający w drugiej, a niegdyś w pierwszej lidze komoryjskiej.

## Sukcesy
- Championnat des Comores[1]:
  - mistrzostwo (1): 2020/2021.

- Puchar Komorów[2]:
  - zwycięstwo (2): 1996, 2005.
  - finał (1): 2019.

## Występy w afrykańskich pucharach
| Sezon | Rozgrywki           | Runda   | Kraj     | Klub                       | Dom | Wyjazd | Dwumecz |
| ----- | ------------------- | ------- | -------- | -------------------------- | --- | ------ | ------- |
| 2006  | Puchar Konfederacji | wstępna | Mozambik | Clube Ferroviário da Beira | –   | 1–2    | 1–2     |
| 2011  | Liga Mistrzów       | wstępna | Tanzania | Simba SC                   | 0–0 | 2–4    | 2–4     |

## Stadion
Domowe mecze klub rozgrywa na stadionie o nazwie Stade de Mitsoudjé Hambou w Mitsoudjé, który może pomieścić 31500 widzów.